# Petronilho de Brito
Petronilho, właśc. Petronilho de Brito (ur. 31 marca 1904 w São Paulo, zm. 1984 w São Paulo) – brazylijski piłkarz grający na pozycji napastnika.

## Kariera klubowa
Petronilho był bratem słynnego brazylijskiego piłkarza Waldemara de Brito. W latach dwudziestych występował w brazylijskich klubach Antárctica-SP, Minas Gerais-SP, Sírio-SP i Independência-SP. W 1926 wygrał z drużyną stanu São Paulo turniej Campeonato Brasileiro de Seleções Estaduais, zdobywając przy tym tytuł króla strzelców turnieju. W 1930 roku przeszedł do argentyńskiego Club Atlético San Lorenzo de Almagro. Z San Lorenzo zdobył mistrzostwo Argentyny 1933.

## Kariera reprezentacyjna
Petronilho zadebiutował w reprezentacji Brazylii 24 czerwca 1928 w meczu ze szkockim klubem Motherwell F.C. Rok później wystąpił i zdobył bramkę w meczu z węgierskim Ferencvarosem Budapeszt. Ostatni raz w reprezentacji zagrał 24 lutego 1935 w meczu z River Plate. Nigdy nie wystąpił w meczu międzypaństwowym. W meczach nieoficjalnych reprezentacji wystąpił 5 razy i strzelił 3 bramki.